# Minardi PS02
Der Minardi PS02 war ein Rennwagen, mit dem das Minardi-Asiatech-Team an der Formel-1-Weltmeisterschaft 2002 teilnahm.

## Hintergrund
Der Teaminhaber Paul Stoddart litt auch im Jahr 2002 unter finanziellen Schwierigkeiten. Sponsorgelder blieben zunächst aus, was zu verschiedenen Sparmaßnahmen führte. Erst im Sommer konnten neue Sponsoren gefunden werden, die zusammen mit den TV-Geldern, die eigentlich an das mittlerweile in Konkurs gegangene Prost-Team fließen sollten, die Existenz des kleinen Teams aus Faenza in Italien sicherten.

## Technik
Der Minardi PS02 hatte einen 10-Zylinder-V-Motor mit einem Zylinderbankwinkel von 72 Grad. Er war aus Aluminium und hatte einen Hubraum von 2995,7 cm³. Mit einer Leistung von 562 kW (764 PS) und einer maximalen Drehzahl von 17.400/min gehörte der Asiatech-Antrieb zu den schwächeren seines Jahrgangs. Die Elektronik lieferte TAG Electronic System. Der Motor wog 105 kg und war 560 mm lang, 605 mm breit und 538 mm hoch. Das von Minardi/X-Trac hergestellte sequentielle Sechsganggetriebe war längs eingebaut und wurde halbautomatisch elektrohydraulisch geschaltet.
Das Fahrgestell war ein Monocoque aus Sandwichplatten mit Wabenkern mit Deckschichten aus kohlenstofffaserverstärktem Kunststoff und Aluminium-Waben. Der Radstand betrug 3097 mm, die Spurweite 1442 mm, das Tankvolumen 145 l. Das Auto wog insgesamt 508 kg. Die Aufhängung mit Torsionsstabfederung hatte vorne und hinten drei Dämpfer. Es wurden insgesamt vier Chassis gebaut. Technischer Direktor war Gabriele Tredozi.

## Fahrer
Für die Saison 2002 wurde mit Mark Webber ein junger Fahrer geholt. Den zweiten Wagen teilten sich Alex Yoong und Anthony Davidson; Davidson war an zwei Rennwochenenden dabei.

## Saison 2002
Das Qualifikationsduell Webber und Yoong ging mit 15 : 0 an Mark Webber. Das Duell zwischen Webber und Davidson endete mit 2 : 0. Bei 17 Doppeleinsätzen kam Minardi 15-mal ins Klassement. Dagegen stehen 19 Ausfälle wegen technischen Defekten, Unfällen und Nichtqualifikationen. Bei möglichen 2180 Rennrunden fuhren die Minardis 1368, was sie in der Zuverlässigkeitsstatistik auf den zehnten Rang brachte. Mit zwei Weltmeisterschaftspunkten belegte Minardi am Ende der Saison den neunten Rang. Mark Webber erreichte in der Weltmeisterschaft der Fahrer den 16. Rang mit zwei Punkten.

## Lackierung
Die Autos wurden schwarz lackiert und mit mehreren kleinen Sponsorenaufklebern versehen. Dazu kamen die Startnummern 22 (Yoong/Davidson) und die 23 (Mark Webber).